# Stegolepis ferruginea
Stegolepis ferruginea ist eine Pflanzenart aus der Familie der Rapateaceae.

## Beschreibung
Stegolepis ferruginea ist eine krautige Pflanze. Die schwertförmigen, spitz zulaufenden, steifen Laubblätter sind unbehaart, werden bis zu 60 Zentimeter lang und rund 3,5 Zentimeter breit. Die Mittelrippe des Blattes ist auf beiden Seiten des Blattes sichtbar, verläuft sich aber zum oberen Ende des Blattes hin.
Der Blütenstängel ist rund 45 Zentimeter hoch, schmal und deutlich abgewinkelt. An ihm steht ein Büschel von rund 20 Hochblättern, in deren Zentrum die Einzelblüten sitzen. Die drei Kelchblätter sind länglich-rund bis lanzettlich, den Hochblättern ähnlich und rund 4 Millimeter lang, die Kronblätter sind länglich-genagelt, leuchtend gelb bis orange und am Ansatz verwachsen.
Die fünf Staubbeutel sind lanzettlich und etwa 3 Millimeter lang, der Fruchtknoten ist rund, der Griffel kurz und fadenförmig.

## Verbreitung und Systematik
Stegolepis ferruginea kommt ausschließlich im Kaieteur Nationalpark, Guyana, im Gebiet um die Kaieteur-Fälle vor, das Verbreitungsgebiet beträgt weniger als 20 km².
Die Art wurde 1882 von John Gilbert Baker erstbeschrieben, sie war nach Stegolepis guianensis erst die zweite bekanntgewordene Art der Gattung. Stegolepis ferruginea wird heute als Teil der Untersektion Ferrugineae  (deren Typusart sie ist) in der Sektion Stegolepis platziert.